# John Maybury
John Maybury (nascut el 25 de març de 1958) és un cineasta i artista anglès. Primer va arribar a ser el director del vídeo musical del senzill de Pet Shop Boys de 1984 "West End Girls". El 2005 va ser nomenat com una de les 100 persones gais i lesbianes més influents del Regne Unit.

## Carrera
Durant la dècada de 1980, Maybury va produir una sèrie de curtmetratges i vídeos musicals, incloent-hi "Nothing Compares 2 U" de Sinéad O'Connor, que va ser votat número 35 en un canal. 4a enquesta dels millors vídeos de música pop i va rebre diversos premis, i "West End Girls" dels Pet Shop Boys, un vídeo definitori dels anys 80.
El 1998, Maybury va produir el seu primer llargmetratge Love Is the Devil: Study for a Portrait of Francis Bacon, un biopic de la vida del pintor Francis Bacon protagonitzada per Derek Jacobi i Daniel Craig. La pel·lícula es va projectar a la secció Un Certain Regard al 51è Festival Internacional de Cinema de Canes.
El 2005 va dirigir The Jacket amb Adrien Brody i Keira Knightley. El 2008 va estrenar la seva pel·lícula El límit de l'amor, un biopic de la vida del poeta gal·lès Dylan Thomas protagonitzat per Sienna Miller, Cillian Murphy, Matthew Rhys i Keira Knightley. També ha dirigit l'últim episodi de la sèrie de HBO/BBC Rome.

### Filmografia com a director
- Love Is the Devil: Study for a Portrait of Francis Bacon (1998) - also writer
- The Jacket (2005)
- El límit de l'amor (2008)